# Pedro Américo

Pedro Américo

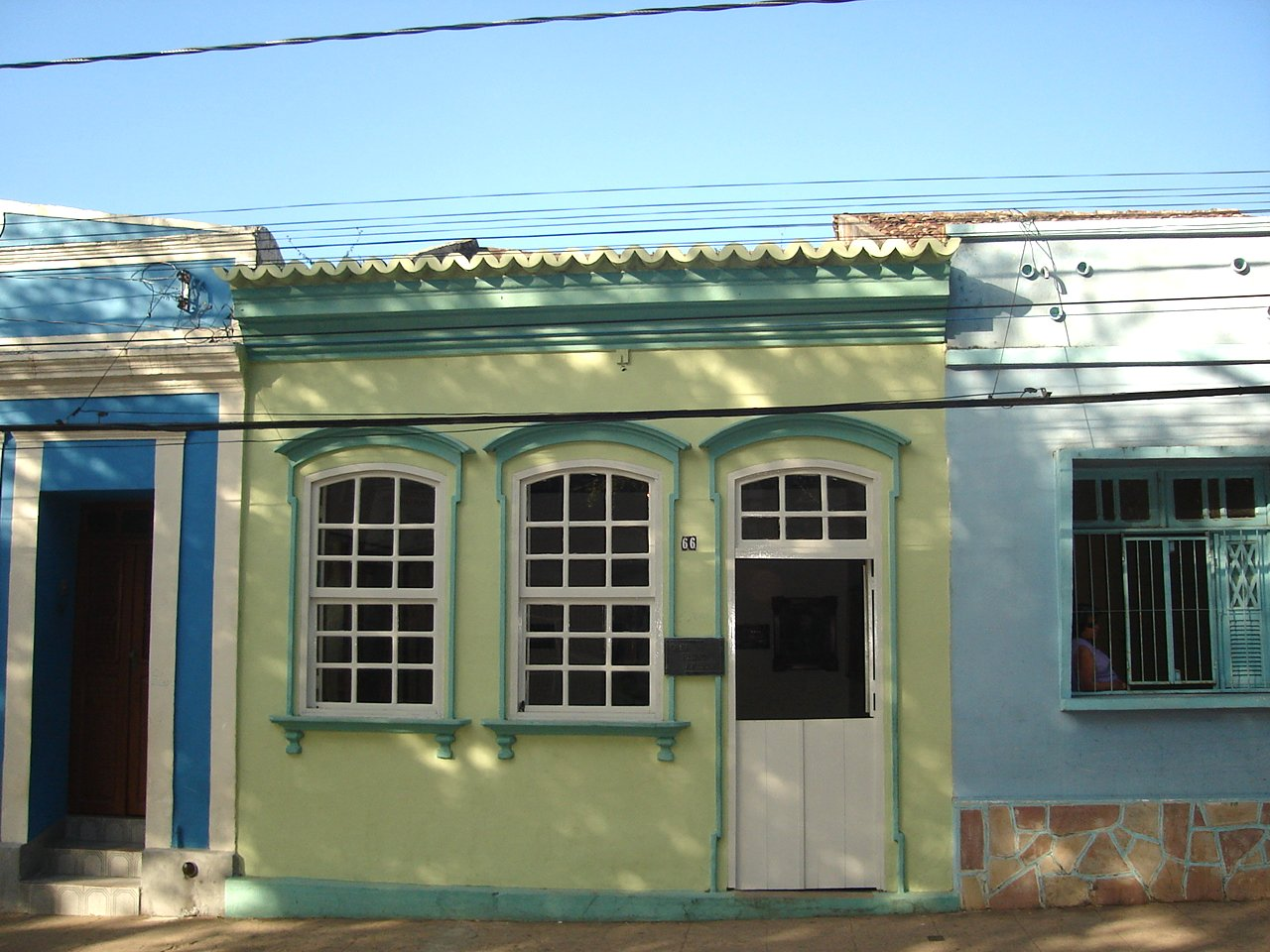
Geburtshaus, die Casa Pedro Américo in Areia, heute ein Künstlermuseum

Pedro Américo de Figueiredo e Melo (* 29. April 1843 in Areia, Paraíba; † 7. Oktober 1905 in Florenz, Italien) war ein brasilianischer Maler und einer der bedeutendsten Vertreter des brasilianischen Akademismus.

## Leben
Américo zog 1854 nach Rio de Janeiro und studierte dort Kunst an der Academia Imperial de Belas Artes. Später ging er für weitere Studien nach Europa und studierte unter anderem an der École des Beaux-Arts in Paris, wo er Schüler von Jean-Auguste-Dominique Ingres, Hippolyte Flandrin und Carle-Horace Vernet war. Nach dem Ende seiner Studien kehrte Américo nach Brasilien zurück, wo er seine Meisterwerke malte. Insbesondere das Gemälde Independência ou Morte! (Unabhängigkeit oder Tod!) gereichte ihm in Brasilien zu Ruhm und ist dort in vielen Schulgeschichtsbüchern zu finden. Das Bild zeigt den Moment, wo Peter I. von Brasilien die Unabhängigkeit Brasiliens ausrief. Américo heiratete Carlota de Araújo Porto-alegre. Später im Leben war er zeitweilig Abgeordneter im ersten Parlament Brasiliens.

Independência ou Morte! (Unabhängigkeit oder Tod!), 415 × 760 cm, Öl auf Leinwand, 1888, Museu Paulista

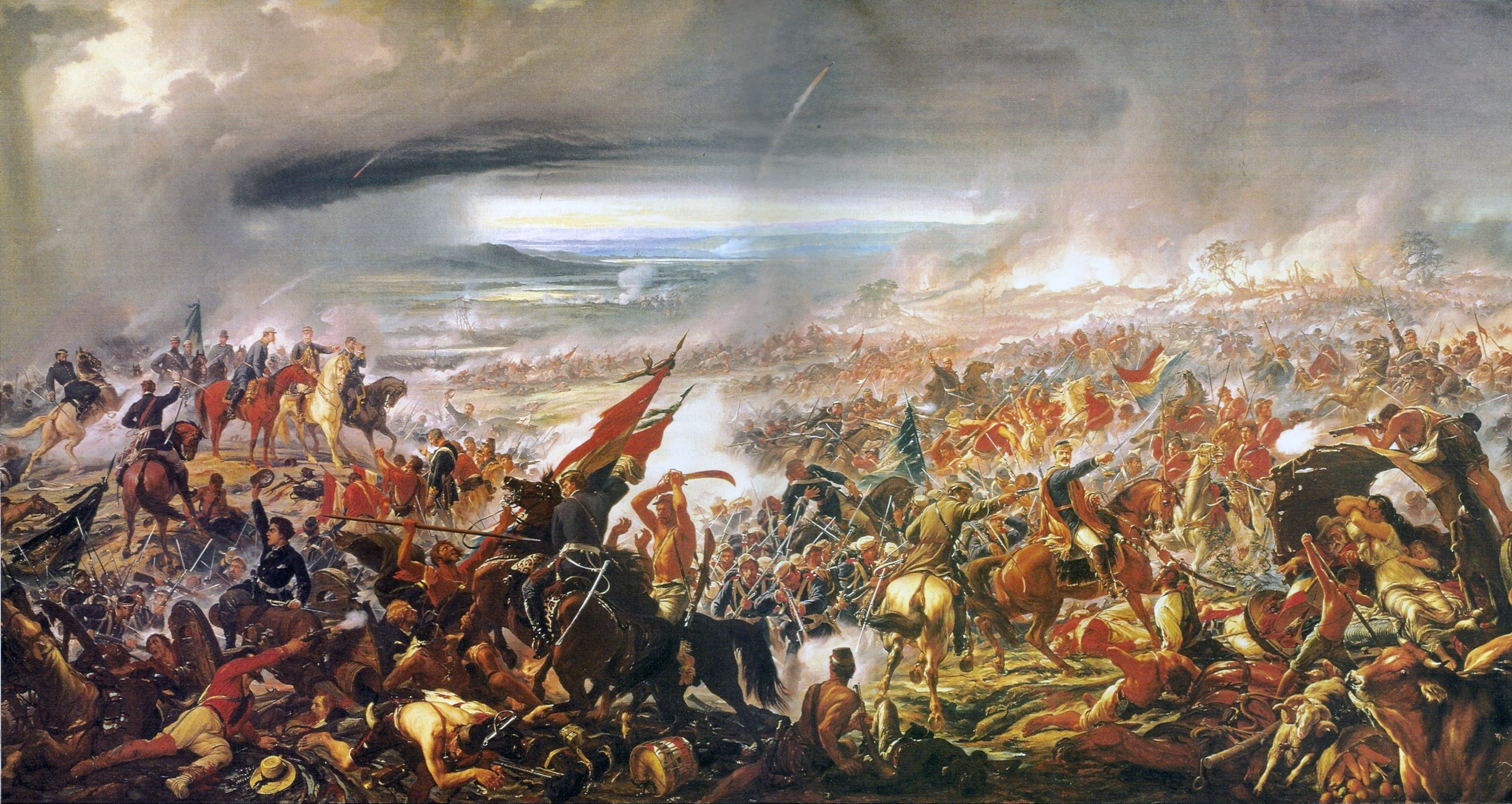
Batalha do Avaí (Schlacht von Avaí), 6 × 11 Meter, Öl auf Leinwand, 1872–1877, Museu Nacional de Belas Artes, Rio de Janeiro